# Jean-Denis Lejeune

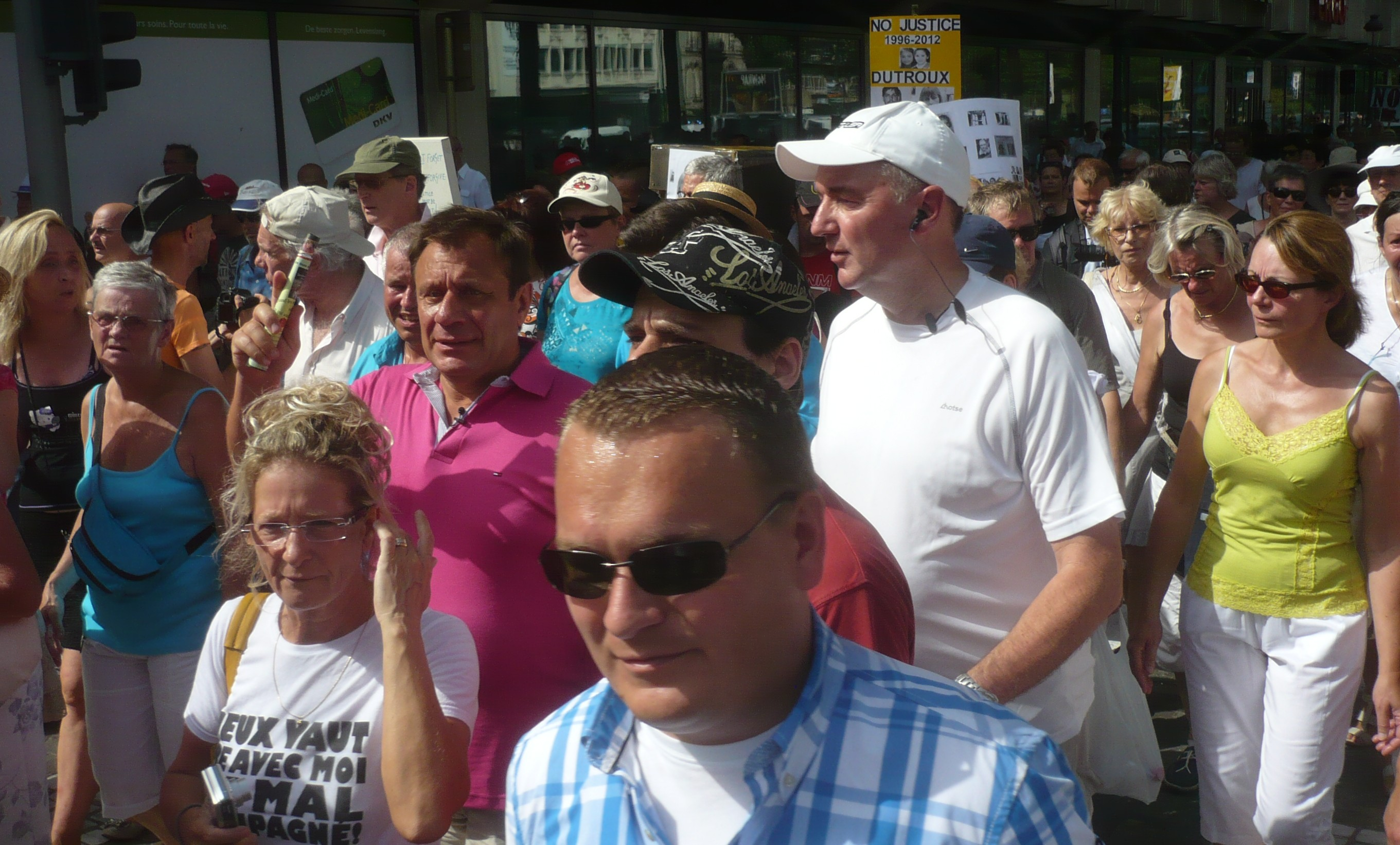
Jean-Denis Lejeune (deuxième rang, centre) lors d'une manifestation contre la libération de Michelle Martin.

Jean-Denis Lejeune (né en 1959)   est un militant pour les droits de l'enfant et homme politique belge. Il est le père de Julie Lejeune, enlevée avec Mélissa Russo en Belgique le 24 juin 1995 et sequestrée puis tuée dans la cave du pédocriminel Marc Dutroux. 

## Affaire Dutroux
Le 24 juin 1995, Julie Lejeune et Melissa Russo, deux fillettes de 8 ans, sont enlevées à Grâce-Hollogne, près de Liège, par Dutroux. 
Les efforts des parents pour retrouver les fillettes médiatise leur disparition bien au-delà des frontières belges, mais ne permettent pas de les retrouver.
Elles sont enfermées dans la cave de l'habitation du criminel à Sars-La-Buissière, où elles meurent probablement mortes de faim aux alentours du 24 mars 1996. Leurs corps ont été retrouvés enterrés dans la propriété le 17 août 1996, après l'arrestation de Dutroux et ses complices.
Le procès Dutroux, très médiatisé, a lieu à Arlon entre mars et juin 2004. Jean-Denis Lejeune y est constitué partie civile, et va, avec d'autres victimes, visiter la cache de Marcinelles où étaient séquestrées les filles.
Malgré les diverses condamnations des accusés, Jean-Denis Lejeune revient fréquemment au devant de la scène médiatique suite à l'affaire. 
En 2007, Lejeune publie un livre à la mémoire de sa fille intitulé : Dis à ma fille  .
En 2012, lorsque Michelle Martin, l'ex-femme et complice de Dutroux est libérée, Lejeune fait d'abord part de son indignation et de son manque de confiance dans l'appareil judiciaire. Il accepte cependant de rencontrer la criminelle libérée durant une entrevue de médiation, autorisée par le tribunal d'application des peines de Mons qui dure quatre heure. Le contenu des discussions n'a jamais été officiellement révélé, même si des extraits ont fuités dans la presse. Après cette rencontre, Lejeune ne s'est plus jamais exprimé sur Martin ou sa libération.
En 2014, c'est Dutroux qui tente de prendre contact avec Lejeune, en lui envoyant une lettre que le pédocriminel dit avoir commencée en 2012. Le père de Julie ne donne pas suite à cette lettre, mais signifie plusieurs fois sont mécontentement quant aux tentatives de demandes de libération conditionnelle introduite par Dutroux et son avocat.  En juin 2025, suite à une sortie médiatique de l'avocat du criminel, Lejeune se prononce en faveur de la perpétuité inconpressible mais aussi de la peine de mort pour les cas comme Dutroux, sucitant la polémique.

## Engagement associatif
En janvier 1996, avant l'arrestation de Dutroux, face à l'afflux de dons, les Russo et les Lejeune fondent l’ASBL "Julie et Mélissa, N’oubliez Pas" pour soutenir les actions des familles.
En juin 1996, Lejeune travaille à la création d'une ligne d'assistance téléphonique pour les enfants disparus, opérationnelle en 1998 sous le nom de Child Focus, centre européen pour enfants disparus et sexuellement exploités. L'association s'inspire du National Center for Missing and Exploited Children américain, et a pour but de récolter des informations sur les mineurs disparus, et de diffuser largement des avis de recherche. Elle est encore active présentement (2025) au niveau européen.
Il est également l'un des parents de victime à la tête de l'initiative de la Marche blanche, une marche de protestation massive rassemblant environ 300 000 personnes dans les rues de Bruxelles, le 20 octobre 1996. Durant cette marche, Lejeune et d'autres parents prennent la parole pour révendiquer de réformes des polices et de la Justice belges, dont l'inefficacité a permi aux crimes de Dutroux et ses complices de rester hors des radars.
En 2005, Lejeune quitte Child Focus travaille auprès de Claude Lelièvre, Commissaire aux droits de l'enfant de la Communauté française de Belgique.
Depuis 2016, il est également actif dans des projets dans les pays en développement. Plus particulièrement, Objectif Ô, une ONG qui vise à fournir de l'eau potable dans les pays en développement.

## Engagement politique
En 2010, Lejeune s'engage au sein du parti centriste francophone CdH, et est candidat aux élections législatives du 13 juin 2010. Il figure sur la même liste que Melchior Wathelet, le fils de Melchior Wathelet, ancien ministre de la Justice ayant signé la libération conditionnelle après une première condamnation de Dutroux en 1992. 
Lejeune devient conseiller à l'énergie et à l'environnement au sein du département du secrétaire d'État Melchior Wathelet jr. 
En 2012, Lejeune est élu conseiller communal à Flémalle, et en 2018 il est élu conseiller à la province de Liège.
En 2024, il annonce ne plus se représenter aux élections communales et provinciales, et quitter la politique. Il se présente finalement aux élections européennes pour le parti les Engagés (ex-CdH) mais n'est pas élu.

## Vie personnelle
Lejeune s'est séparé de la mère de Julie, Louisa, avec qui il avait un autre enfant prénommé Maxime. En 2012, il a épousé Alao Kasongo.  Son témoin était l'ancien joueur et entraineur de football Marc Wilmots. Le couple a une fille prénommée Nouma.